# مناف سلیمانف
مناف فرج‌اوغلو سلیمانُف یا مناف فرج‌اوغلو سلیمانوف یا مناف فرج‌اوغلو سلیمان اف (ترکی آذربایجانی: مناف فرج‌اغلو سۆلیمانوْو، زادهٔ ۳ مارس ۱۹۱۲ در لاهیج، مردهٔ ۱۲ سپتامبر ۲۰۰۱ در باکو) نویسنده، مترجم و تاریخ‌نگارِ اهلِ جمهوری آذربایجان بود.

## زندگانی
مناف سلیمانف در سال ۱۹۱۲ در روستای لاهیج جمهوری آذربایجان به دنیا آمد. وی از موسسه نفت و شیمی آذربایجان با درجه عالی فارغ‌التحصیل شد و در موسسه صنعت آذربایجان به عنوان استادیار مشغول به کار شد.  در سال ۱۹۴۲ دکترای خود را در زمین‌شناسی به پایان رساند. آقای سلیمانف سپس در چندین دانشگاه آذربایجان سخنرانی کرد.
مناف سلیمانف به دلیل مشارکت‌های دانشگاهی و آثار ادبی خود در جمهوری آذربایجان شناخته‌شده است. او چندین رمانِ تحسین‌شده نوشته‌است. همچنین آثار ادبی جک لندن، سامرست موام، او. هنری، جان اشتاین بک، پیتر آبراهامز و بسیاری دیگر را از انگلیسی به ترکی آذربایجانی ترجمه کرد.
مناف سلیمانف مطالعات تاریخی هم انجام داد. کتاب مشهور او «چه شنیدم، چه دیدم، چه خواندم» («روزهای گذشته» در زبان روسی) یکی از بهترین گزارش‌های تاریخ باکو در آغاز سدهٔ بیستم است. او درباره بسیاری از بزرگان صنعتی آذربایجانی، سرمایه‌داران نفتی و نیکوکاران مانند زینال الدین تقی اف مطالعه و مقالات و زندگی‌نامه منتشر کرد. از دیگر آثار تاریخی او، «لاهیج؛ سرزمین مادری من، سالهای شاگردی من» است.
در سال ۱۹۹۱ به پاس سهم بزرگ او در توسعه هنر و ادبیات ملی، عنوان استاد افتخاری هنر آذربایجان را دریافت کرد.
آقای سلیمانف در سال ۲۰۰۱ در باکو درگذشت.